# Open di Francia 2009 - Doppio maschile in carrozzina
Shingo Kunieda e Maikel Scheffers erano i detentori del titolo, ma quest'anno non hanno partecipato insieme. 

Kunieda ha fatto coppia con Stefan Olsson, ma ha perso in semifinale contro Robin Ammerlaan e Maikel Scheffers.

Scheffers ha fatto coppia con Robin Ammerlaan, ma Stephane Houdet e Michael Jeremiasz li hanno battuti in finale 6–2, 7–5.

## Teste di serie
1. Stephane Houdet /  Michael Jeremiasz (campioni)
2. Shingo Kunieda /  Stefan Olsson (semifinali)

## Tabellone

### Legenda
| - Q = Qualificato - WC = Wild card - LL = Lucky loser | - ALT = Alternate - SE = Special Exempt - PR = Protected Ranking | - w/o = Walkover - r = Ritirato - d = Squalificato |

### Finali
|  | Semifinali | Semifinali                        | Semifinali                        | Semifinali | Semifinali |  |  | Finale | Finale                            | Finale                            | Finale | Finale |  |
|  |            |                                   |                                   |            |            |  |  |        |                                   |                                   |        |        |  |
|  | 1          | Stephane Houdet Michael Jeremiasz | Stephane Houdet Michael Jeremiasz | 6          | 6          |  |  |        |                                   |                                   |        |        |  |
|  |            | Martin Legner Nicolas Peifer      | Martin Legner Nicolas Peifer      | 1          | 3          |  |  | 1      | Stephane Houdet Michael Jeremiasz | Stephane Houdet Michael Jeremiasz | 6      | 7      |  |
|  |            | Robin Ammerlaan Maikel Scheffers  | 62                                | 6          | [10]       |  |  |        | Robin Ammerlaan Maikel Scheffers  | Robin Ammerlaan Maikel Scheffers  | 2      | 5      |  |
|  | 2          | Shingo Kunieda Stefan Olsson      | 7                                 | 2          | [8]        |  |  |        |                                   |                                   |        |        |  |